# Critical Assessment of Prediction of Interactions
Critical Assessment of Prediction of Interactions (CAPRI) (Evaluación crítica de la predicción de Interacciones) es un experimento comunitario del modelamiento estructural molecular de complejos proteicos, también conocidas como acoplamiento proteína-proteína.
CAPRI es una serie de eventos en donde varios investigadores de la comunidad científica intentan acoplar las mismas proteínas, dadas por los evaluadores. Las rondas se llevan a cabo cada seis meses. Cada ronda contiene uno a seis complejos proteína-proteína cuyas estructuras fueron recientemente determinadas de forma experimental. Las coordenadas son guardadas secretamente por los evaluadores, con la cooperación de biólogos estructurales quienes las determinaron. El experimento CAPRI es doble ciego, en el sentido que los participantes no saben la estructura resuelta, y los evaluadores no saben la correspondencia entre el resultado y la identidad del creador de este mismo.

## Lista de servidores de predicciones participando en CAPRI
- ClusPro
- GRAMM-X
- FireDock
- HADDOCK Archivado el 29 de enero de 2020 en Wayback Machine. — High-Ambiguity-Driven protein–protein DOCKing
- pyDockWEB — Structural prediction of protein–protein interactions
- PatchDock
- SKE-DOCK
- SmoothDock
- 3D-Garden — Global and Restrained Docking Exploration Nexus
- TopDown